# الفرسان والسحر
الفرسان والسحر (ナイツ＆マジック Naitsu to Majikku) هي رواية خفيفة يابانية كتابة أمازاكي-نو ورسم كوروغين. حولت رواية خفيفة إلى مانغا من طرف تاكوجي كاتو ونشرها سكوير إنيكس، أنتجت إلى أنمي تلفزيوني من قبل استوديو 8-بت عرض في يوليو 2017.

## القصة
الفرسان والسحر هو عالم حيث فرسان متوسطي العمر يستعملون آلات عملاقة إسمها فرسان سيلهويت لقتال شياطين مفترسة، حيوانات سحرية تلتهم كل شيء أمامها. بطل القصة تسوباسا كوراتا، أوتاكو محب لميكا من اليابان يقتل في حادث سيارة، من تم يتجسد في عالم أخر على أساس إرنيستي إتشيفاريا، طفل ولد في عائلة نبيلة. ذكريات تسوباسا سابقة عن ميكا تلهمه لينشئ فرسان سيلهويت خاصين به ليدافع عن مملكته.

## الشخصيات
إرنيستي إتشيفاليا (エルネスティ・エチェバルリア Eruneshī Echebaruria)
أداء صوتي: ريه تاكاهاشي
بطل رئيسية. معروف باسم إرو.
أديلتروت ألتر (アデルトルート・オルター Ādorutōto Orutā)
أداء صوتي: أياكا أوهاشي
معروفة أيضا باسم أديل، واحدة من أصدقاء طفولة إرو. تعلمت سحر هي وأخيها منه.
أكيد ألتر (アーキッド・オルター Ākīdo Orutā)
أداء صوتي: شينسكي سوغاوارا
معروف باسم كيد، هو أخ أديل وصديق طفولة إرو الذي تعلم منه السحر أيضا.
إدغار سي. بلانش (エドガー・C・ブランシュ Edogā C Buranshu)
أداء صوتي: ياسواكي تاكومي
ديتريش كنيتس (ディートリヒ・クーニッツ Dītorihi kūnittsu)
أداء صوتي: كازويوكي أوكيتسو
هيلفي أوبيري (ヘルヴィ・オーバーリ Heruvi Ōbāri)
أداء صوتي: شيزوكا إيتو
باتسون تيرمونين (バトソン・テルモネン Batoson Terumonen)
أداء صوتي: ناتسومي فوجيوارا
صديق إرو.
دافيد هيبكين (ダーヴィド・ヘプケン Dāvido Hepuken)
أداء صوتي: أتسشي إيماروكا
صديق إرو.
ستيفانيا سيراتي (ステファニア・セラーティ Sutefania Serāti)
أداء صوتي: ساياكا سينبونغي
رئيسة مجلس الطلبة أكاديمية لايهالا وشقيقة أديل وكيد الكبرى، رغم ذلك فهي تعاملهم كعائلتها.
لوري إتشيفاريا (ラウリ・エチェバルリア Rauri Echebaruria)
أداء صوتي: ماسارو إكيدا
جذ إرو ومدير أكاديمية لايهيالا للفرسان.
ماتياس إتشيفاريا (マティアス・エチェバルリア Matiasu Echebaruria)
أداء صوتي: هيديتاكا تينجين
أب إرو وقائد فرسان.
سيليزيا إتشيفاريا (セレスティナ・エチェバルリア Seresutina Echebaruria)
أداء صوتي: ساياكا أوهارا
أم إرو وهي التي علمته السحر.
تسوباسا كوراتا (倉田翼 Kurata Tsubasa)
أداء صوتي: دايسكي ساكاغوتشي
تجسد أصلي لإرو في يابان. كان كوراتا أوتاكو محب بالروبوتات، ما يفسر أهتمام إرو في فرسان سيلهويت. قتل في حادث سيارة وتجسد في جسد إرنيستي في عالم آخر.

## وصلات خارجية
- (باليابانية)
- (باليابانية)
- (باليابانية)
- الفرسان والسحر على موقع IMDb (الإنجليزية)
- الفرسان والسحر على موقع كينوبويسك (الروسية)
- الفرسان والسحر على موقع قاعدة بيانات الفيلم (الإنجليزية)
- الفرسان والسحر على موقع ANN anime (الإنجليزية)
- الفرسان والسحر على موقع ANN manga (الإنجليزية)

 (بالإنجليزية)